# Borki Siedleckie (przystanek kolejowy)
Borki Siedleckie – zamknięty przystanek osobowy w Borkach Siedleckich na linii kolejowej nr 55 Sokołów Podlaski – Siedlce, w województwie mazowieckim, w Polsce.